# Collegium Iuridicum Novum w Poznaniu

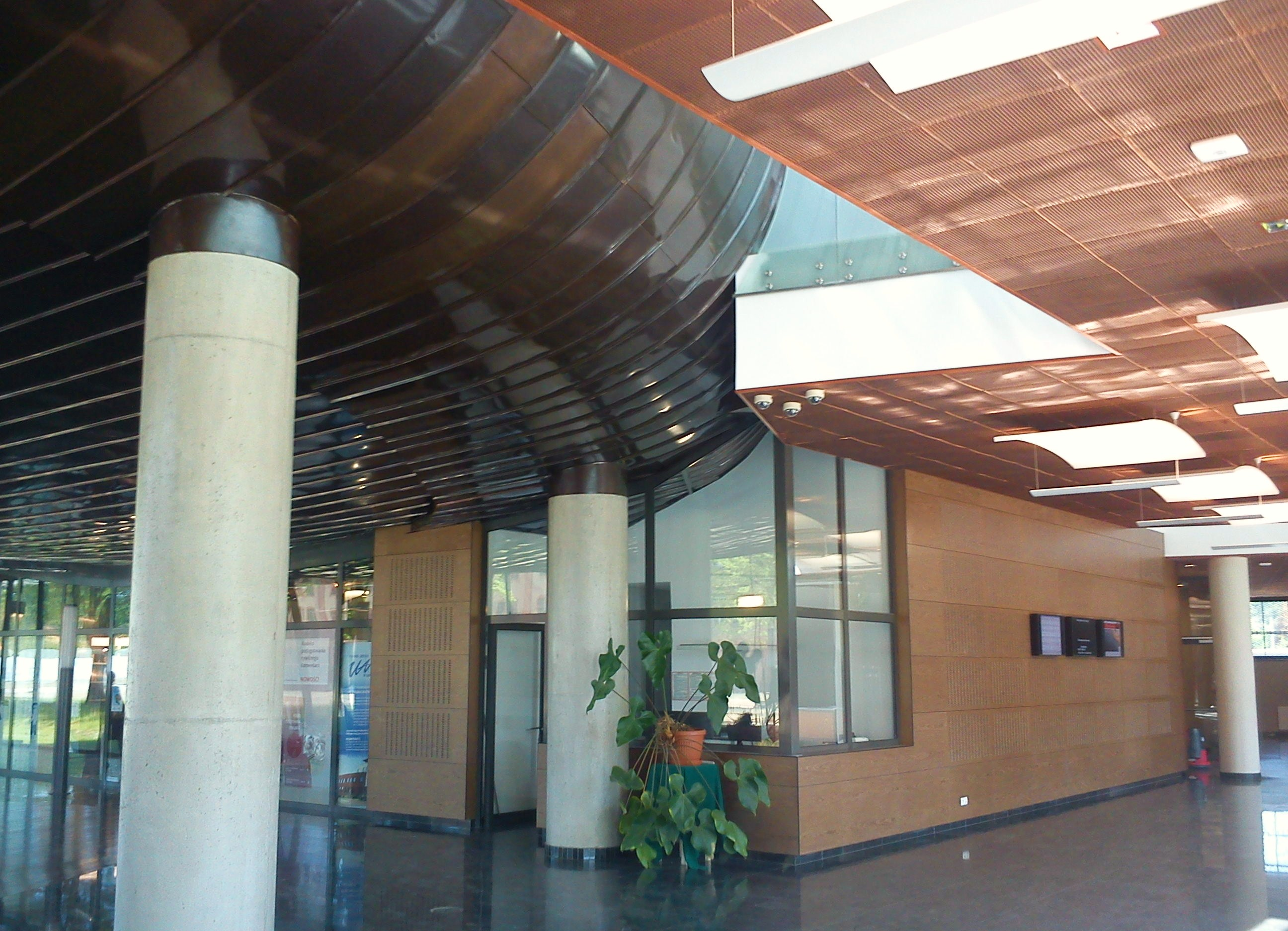
Hol i fragment auli o nietypowym owalnym kształcie

Collegium Iuridicum Novum w Poznaniu – budynek dydaktyczny Wydziału Prawa i Administracji UAM w Poznaniu, zlokalizowany przy Alei Niepodległości 53.

## Charakterystyka
W chwili oddania do użytku był najnowocześniejszym obiektem dydaktycznym w mieście, współtworząc, jako pierwsza część, realizowany przez UAM Kampus 400-lecia, tj. zespół wydziałów, które nie będą przeniesione do Kampusu Morasko. Zawiera 32 sale wykładowe na 2700 osób, wyposażone w najnowocześniejszy sprzęt konferencyjny i dydaktyczny, umożliwiający np. wysłuchiwanie jednego wykładu jednocześnie we wszystkich salach. Cechą charakterystyczną gmachu jest aula, o nietypowym, owalnym kształcie, współtworząca również zewnętrzne oblicze jednej z elewacji. Na terenie obiektu znajduje się także ćwiczebna sala sądowa.
Budowę Collegium rozpoczęto w styczniu 2009. Uroczyste otwarcie nastąpiło 17 grudnia 2010, o godz. 13.00. Koszt budowy wyniósł 175 milionów złotych. Obiekt zaprojektowali (zwycięstwo w konkursie z 2007): Aleksandra Kornecka, Katarzyna Weiss, Krzysztof Frąckowiak, Piotr Machowiak, Krzysztof Czarnecki, Łukasz Tyrała, Magdalena Lelonkiewicz, we współpracy ze studentami architektury Politechniki Poznańskiej: Elżbietą Górską.
Budynek zdobył Nagrodę Jana Baptysty Quadro za rok 2010.
W dniu 18 maja 2013 jednej z sal wykładowych na parterze nadano tytuł Auli im. Zygmunta Ziembińskiego (w przeddzień 17. rocznicy śmierci tego prawoznawcy). Wmurowano też tablicę pamiątkową ku czci profesora. W uroczystości udział wzięli: córka Anna, rektor UAM Bronisław Marciniak oraz najmłodsza absolwentka profesora Ziembińskiego - dr hab. Marzena Kordela. Przesłanie do uczestników nadesłał także laureat Oscara -  Jan A.P. Kaczmarek (dawny seminarzysta profesora).
12 czerwca 2015 Katedra Prawa Cywilnego, Handlowego i Ubezpieczeniowego Wydziału Prawa i Administracji UAM uczciła pamięć zmarłego w 2012 roku Zbigniewa Radwańskiego nadając jednej z auli Collegium Iuridicum Novum imię Profesora. W auli odsłonięto również tablicę pamiątkową poświęconą profesorowi.